# Цапко Іван
Іван Цапко (7 вересня 1896 — † 10 вересня 1967) — український  військовий, сотник Армії УНР (підполковник в еміграції).

## Життєпис

В часі служби в РІА

Юрій Тамарський, Іван Кедрин, Іван Цапко (праворуч)

Козак-кубанець. Закінчив царську «Офіцерську стрілецьку школу», учений-картограф. 
У 1914 добровольцем пішов на фронт, служив у Кубанському Козачому війську. За бойові заслуги отримав звання хорунжого.
За активну службу в Першій світовій війні на Кавказькому фронті дістав російський Георгіївський хрест та французький Воєнний Хрест.
У 1917 організував на Кавказькому фронті кінну сотню (згодом — курінь) ім. І. Сірка, яка тривалий час була єдиною підтримкою міської влади у м. Батумі. Навесні 1918 на чолі сотні прибув в Україну. Восени 1918 осавул Слобідського Коша Українського Козацтва. У грудні 1918 р. — січні 1919 р. був командиром Старобільського партизанського кінного загону, з яким незабаром перейшов до Добровольчої армії.
Воював з більшовиками у складі кубанських козачих частин. У березні 1920 після капітуляції Кубанська армія на Північному Кавказі перед більшовиками разом з полковником Іваном Омеляновичем-Павленком добрався до Дієвої армії УНР, де командував полком кінноти в Окремій Кінній Дивізії.
З 1923 проживав на еміграції у Польщі.
- з 1942 р. — начальник штабу козацьких військових частин «Українського Вільного Козацтва» (УВК), член Української вільної академії наук, З 1950 у США, був активним українським громадським діячем. Урядом УНР в екзилі був підвищений до звання підполковника.
- у 1952–1967 рр. — Військовий отаман УВК,
- у 1960 р. став засновником першої станиці УВК у США, Помер 10 вересня 1967 р., похований у м. Нью-Йорку, США.